# Lum Rexhepi
Lum Rexhepi (ur. 3 sierpnia 1992 w Turku) – fiński piłkarz, grający na pozycji obrońcy.

## Kariera klubowa
Rexhepi jest wychowankiem klubu Viikingit Helsinki, z którego jako junior trafił do HJK Helsinki. W żadnym z tych zespołów nie miał okazji jednak zagrać w meczu ligowym w seniorskiej drużynie. Udało mu się to dopiero w 2011 roku po transferze do drużyny FC Honka. W 2015 przeszedł do Lillestrøm SK.

## Kariera reprezentacyjna
W reprezentacji Finlandii zadebiutował 26 stycznia 2013 roku w towarzyskim meczu przeciwko Szwecji. Na boisku pojawił się w 77 minucie. Do tej pory w narodowych barwach zagrał w jednym meczu (stan na 29 czerwca 2013).
| Mecze i gole w reprezentacji | Mecze i gole w reprezentacji | Mecze i gole w reprezentacji | Mecze i gole w reprezentacji | Mecze i gole w reprezentacji | Mecze i gole w reprezentacji | Mecze i gole w reprezentacji |
| #                            | Data                         | Stadion                      | Rywal                        | Wynik                        | Gol                          | Rozgrywki                    |
| 2013                         | 2013                         | 2013                         | 2013                         | 2013                         | 2013                         | 2013                         |
| ---------------------------- | ---------------------------- | ---------------------------- | ---------------------------- | ---------------------------- | ---------------------------- | ---------------------------- |
| 1.                           | 26.01.2013                   | Chiang Mai, Tajlandia        | Szwecja                      | 0:3                          | 0                            | towarzyski                   |

## Sukcesy
- Puchar Finlandii: 2012 (Honka)
- Puchar Ligi Fińskiej: 2011 (Honka)